# Breeveertien Bekken

Kaart van het Breeveertien Bekken. WNB: West-Nederlands Bekken Bekken, TIJH: Texel-IJsselmeer Hoog. CNB: Centraal-Nederlands Bekken. Rood: aardgasveld, Groen: aardolieveld

Het Breeveertien Bekken (Engels: Broad Fourteens Basin) (BFB) is een sedimentair bekken onder de zuidelijke Noordzee, het bevat aardgas- en aardolievelden.
Het bekken is onderdeel van de Beneden-Rijnslenk. In het zuiden gaat het over in het West-Nederlands Bekken, in het noordwesten grenst het bekken aan het Texel-IJsselmeer Hoog. Het BFB werd actief in het Trias en werd gevuld met sedimentatiemateriaal uit de Boven-Germaanse Trias Groep, Altena Groep, Schieland Groep en Rijnland Groep. 
Eronder liggen nog de lagen van de Limburg Groep (Carboon).
Na sedimentatie was het bekken onderhevig aan tektonische inversie.

## Naamgeving
Het Breeveertien Bekken dankt zijn naam aan de zandbank Breeveertien die op ongeveer dezelfde locatie in de Noordzee lag en van Noordwijk tot Callantsoog liep, in de Vroegmoderne Tijd zelfs tot iets benoorden Texel; de bank bestaat niet meer, door sedimentatie is de omgeving opgehoogd.